# Bray Island
Bray Island är en ö i Kanada.   Den ligger i territoriet Nunavut, i den nordöstra delen av landet, 2 700 km norr om huvudstaden Ottawa. Arean är 691 kvadratkilometer.
Terrängen på Bray Island är mycket platt. Öns högsta punkt är 23 meter över havet. Den sträcker sig 36,3 kilometer i nord-sydlig riktning, och 29,2 kilometer i öst-västlig riktning.
Trakten runt Bray Island består i huvudsak av gräsmarker. Trakten runt Bray Island är nära nog obefolkad, med mindre än två invånare per kvadratkilometer.